# Baleno (destroyer)
Pour les articles homonymes, voir Baleno.
Le Baleno (fanion « BO ») était un destroyer italien de la classe Folgore lancé en 1931 pour la Marine royale italienne (en italien : Regia Marina). 

## Conception et description
Les destroyers de la classe Folgore étaient essentiellement des copies de la classe précédente Freccia, bien que leur largeur ait été réduite dans une tentative infructueuse d'améliorer leur vitesse par rapport à celle des navires précédents. 
Les Folgore avaient une longueur totale de 96,05 mètres, une largeur de 9,2 mètres et un tirant d'eau moyen de 3,3 mètres et de 4,3 mètres à pleine charge. Ils déplaçaient 1 238 tonnes métriques (1 218 tonnes longues) à charge normale et 2 090 tonnes métriques (2 060 tonnes longues) à pleine charge. Leur effectif en temps de guerre était de 185 officiers et hommes de troupe.
Les Folgore étaient propulsés par deux turbines à vapeur à engrenages Belluzzo, chacune entraînant un arbre d'hélice à l'aide de la vapeur fournie par trois chaudières Thornycroft. Les turbines étaient conçues pour produire 44 000 chevaux-vapeur sur l'arbre (33 000 kW) et une vitesse de 30 nœuds (56 km/h) en service, bien que les navires aient atteint des vitesses de 38-39 nœuds (70-72 km/h) pendant leurs essais en mer alors qu'ils étaient légèrement chargés. Ils transportaient suffisamment de fioul pour avoir une autonomie de 3 600 milles nautiques (6 700 km) à une vitesse de 12 nœuds (22 km/h).
Leur batterie principale se composait de quatre canons de 120 mm calibre 50 modèle 1926 (Cannone da 120/50 A Modello 1926) dans deux tourelles jumelées, une à l'avant et une à l'arrière de la superstructure. La défense antiaérienne des navires de la classe Folgore était assurée par une paire de canons anti-aériens de 40 mm calibre 39 pom-pom, montés sur des supports simples au milieu du navire et une paire de supports doubles pour des mitrailleuses Breda modèle 1931 de 13,2 mm. Ils étaient équipés de six tubes lance-torpilles de 533 millimètres dans deux supports triples au milieu du navire. Bien que les navires ne soient pas dotés d'un système de sonar pour la lutte anti-sous-marine, ils sont équipés d'une paire de lanceurs de grenades sous-marines. Les Folgores peuvent transporter 52 mines.

## Construction et mise en service
Le Baleno est construit par le chantier naval Cantieri del Quarnaro de Rijeka (aussi connu sous son nom italien de Fiume) en Croatie, et mis sur cale le 1er mai 1930. Il est lancé le 22 mars 1931 et est achevé et mis en service le 15 juin 1932. Il est commissionné le même jour dans la Regia Marina.

## Histoire du service
À l'entrée de l'Italie dans la Seconde Guerre mondiale, il est affecté dans le VIIIe escadron de destroyers, avec ses navires-jumeaux (sister ships) Folgore, Fulmine et Lampo..
A 1h57 du 14 juin 1940, alors qu'il patrouille dans le golfe de Tarente, il aperçoit le sous-marin britannique HMS Odin (N84) qui fait surface (cette unité a été peu avant attaquée, et peut-être endommagée, par le destroyer Strale) et a ordonné de l'éperonner. Le Odin plonge et le Baleno lance deux grenades sous-marines qui endommagent probablement l'unité ennemie, puis il fait un deuxième passage avec le lancement de trois autres charges. Touché, le Odin coule avec tout l'équipage,,.
Le 7 juillet à 14h10, il quitte Tarente avec ses navires-jumeaux, les cuirassés Giulio Cesare et Conte di Cavour et le VIIe escadron de destroyers (Freccia, Dardo, Saetta, Strale) pour soutenir un convoi vers la Libye (transports de troupes Esperia et Calitea, navires à moteur Marco Foscarini, Francesco Barbaro et Vettor Pisani, escortés par les torpilleurs Orsa, Procione, Orione, Pegaso, Abba et Pilo).
Cette formation rejoint ensuite les 1re et 2e escadre navale, participant à la bataille de Punta Stilo le 9 juillet,.
Au début de 1941, il subit quelques travaux de modification, qui consistent à débarquer toutes les mitrailleuses préexistantes et à les remplacer par 6 mitrailleuses de 20 mm..
Le 24 février 1941, il escorte les transports de troupes Marco Polo, Conte Rosso, Esperia et Victoria de Naples à Tripoli, ainsi que les destroyers Saetta, Geniere et Camicia Nera et les torpilleurs Aldebaran et Orione,,. Comme escorte indirecte sont ajoutés les croiseurs légers Diaz et Bande Nere et les destroyers Ascari et Corazziere. Le lendemain, le sous-marin britannique HMS Upright (N89) torpille le Diaz, qui coule à la position géographique de 34° 33′ N, 11° 45′ E, entraînant avec lui la plupart de son équipage,,.
Dans la matinée du 8 mars, il est envoyé en appui au croiseur auxiliaire Attilio Deffenu, engagé dans la récupération du paquebot Fenicia naufragé, coulé par le sous-marin britannique HMS Unique (N95). Il poursuit le sous-marin avec des grenades sous-marines, sans le toucher mais en le dissuadant d'attaquer le Deffenu,.
Du 8 au 12 mars, il escorte - avec les destroyers Fulmine et Turbine - un convoi de transports Alicante, Arcturus, Rialto et Wachtfels, en route Naples-Tripoli.
Le 1er avril, il navigue de Naples à Tripoli, escortant - avec les destroyers Euro et Tarigo et les torpilleurs Polluce et Partenope - un convoi composé des transports de troupes Esperia, Conte Rosso, Marco Polo et Victoria. Les navires arrivent à destination le lendemain.
Le 13 avril, dans la soirée, il appareille de Naples pour Tripoli sous le commandement du capitaine de corvette (capitano di corvetta) Giuseppe Arnaud pour escorter, avec les destroyers Lampo et Tarigo, le convoi "Tarigo", formé par les vapeurs Arta, Adana, Aegina, Iserlohn et Sabaudia, chargé de munitions, de carburant, de véhicules, de chars, de troupes et d'équipements pour l'Afrika Korps,,. Dans la nuit du 14 au 15, le convoi est dispersé par le mauvais temps. Reconstitué, il est ensuite repéré par des avions de reconnaissance britanniques,. A 2h20 le 16 avril, lorsqu'il atteint les hauts-fonds de Kerkennah (côte tunisienne), le convoi est attaqué par surprise par les destroyers britanniques HMS Jervis (F00), HMS Janus (F53), HMS Nubian (F36) et HMS Mohawk (F31). Dans le violent affrontement qui s'ensuit, le Tarigo, le Sabaudia, le Aegina et le Iserlohn coulent, ainsi que le HMS Mohawk britannique (torpillé par le Tarigo). Le Arta, le Adana et le Lampo, réduits à l'état d'épaves flottantes, finissent par s'échouer sur les hauts-fonds,,. Au début du combat, le Baleno, qui se dirigeait latéralement vers le convoi, est canonné par les navires britanniques sans avoir le temps de réagir. Le premier obus explose dans la passerelle, fauchant les officiers (parmi tous les officiers du navire il n'y a qu'un seul survivant, bien que gravement blessé, le capitaine mécanicien des ingénieurs de la marine Edoardo Repetto di Borgonovo) et blessant mortellement le commandant Arnaud. Les deux autres obus percent la coque et touchent la salle des machines, mettant les moteurs hors service. En feu, immobilisé et avec l'armement hors service, avec presque tout l'équipage mort ou blessé, le Baleno s'échoue sur les hauts-fonds de Kerkennah,,,,. Il n'y a que 37 survivants.
Irrémédiablement endommagé et désormais abandonné par l'équipage survivant, le Baleno chavire et coule au coucher du soleil le 17 avril, à 3 milles nautiques (5,5 km) par 240° de la bouée n°4 des bancs de sable de Kerkennah Shoals,,,,.
Le Baleno avait effectué un total de 64 missions de guerre (3 avec les forces navales, 7 de lutte anti-sous-marine, 22 d'escorte de convois, 5 d'entraînement et 27 de transfert ou autre), couvrant 18 782 milles nautiques (34 784 km) et passant 33 jours en navigation.
En 1950-1951, l'épave du navire est localisée à faible profondeur par la société "MICOPERI" (Minio Contivecchi Recuperi) et partiellement démantelée pour récupérer les métaux précieux.

### Commandement
Commandants
- Capitaine de corvette (capitano di corvetta) Carlo Maffei Faccioli (né à Vigevano, le 18 février 1904) (10 juin 1940 - janvier 1941)
- Capitaine de corvette (capitano di corvetta) Giuseppe Arnaud (né à Turin le 14 mai 1906) (+) (janvier - 16 avril 1941)